# 朱載堙
廬江王朱載禋（？—1644年），一作朱載堙，明朝庐江王朱厚灮的嫡长子，封庐江长子。万历四十六年（1618年）六月袭封庐江王。十一月，明神宗派左春坊左赞善兼翰林院检讨黄立、行人刘芳册封之。
崇祯十七年（1644年）二月，李自成农民军攻陷郑藩封地怀庆府，朱载禋整冠服，端坐堂上。李自成军将其俘虏，并欲令他屈服。他厉声说：“我是天朝藩王，怎么肯投降你逆贼呢！”诟骂不屈，遇害。李自成军劫持朱載禋之子庐江长子朱翊檭北上，三月，李自成大军路过定兴，朱翊檭在当地旅店作绝命词，绝食而死。